# Au dieu inconnu
Au dieu inconnu (titre original : To a God Unknown) est un roman américain de John Steinbeck paru en 1933.
Ce roman, qui reste encore assez méconnu dans l'œuvre de Steinbeck, est le troisième ouvrage que l'auteur publie. De plus, il affirme que ce livre a été l'un des plus durs à écrire, avec à peu près 5 ans de travail. Au dieu inconnu lui a pris autant de temps que deux autres chefs-d'œuvre, à savoir À l'est d'Éden et Les Raisins de la colère, les plus longs romans de sa carrière.
Ici, comme dans la plupart de ses livres, Steinbeck laisse vivre ses personnages et raconte les histoires de la vie de tous les jours, mais par-dessus tout, il décrit avec une poésie puissante les magnifiques paysages de la Californie. Cette œuvre retrace avant tout les difficultés rencontrées par ceux qui, plus tard, feront la grandeur de la Californie.

## Résumé
Joseph Wayne, personnage principal de l'œuvre, originaire du Vermont, décide de partir exploiter une ferme en Californie. Il est rejoint par ses frères, Burton, Thomas et Benjamin Wayne, après le décès de leur père, John Wayne. Même si Joseph n'est pas l'aîné de la famille, son ambition, sa force et sa tranquillité font de lui une personne que l'on reconnaît comme chef de la famille. C'est d'ailleurs à lui que leur père a fait une bénédiction digne d'un patriarche de la Bible.
S'installant paisiblement, tout se passe pour le mieux dans un premier temps puis, la sécheresse s'abattant sur l'exploitation, les complications s'accumulent.

## Personnages
- Joseph Wayne (personnage principal)
- Thomas Wayne (frère)
- Burton Wayne (frère)
- Benjamin Wayne (frère)
- John Wayne (père)
- Juanito (ami)
- Elizabeth (femme de Joseph)
- Rama (femme de Thomas)
- Jennie (femme de Benjamin)
- Alice (femme de Juanito)
- Le père Angelo

## Histoire sous-jacente
Ce roman tente de mettre une définition sur le thème de la croyance et des différents effets qu'elle peut avoir sur les humains. John Steinbeck montre ici la relation privilégiée qu'il peut y avoir entre un homme et la terre qu'il cultive, thème aussi abordé dans son chef-d'œuvre, À l'est d'Éden.